# Villamartín de Valdeorras
Villamartín de Valdeorras (oficialmente y en gallego Vilamartín de Valdeorras) es un municipio de la comarca de Valdeorras, en la provincia de Orense, en Galicia (España). Población en 2006: 2408 personas según el padrón municipal de habitantes (2.472 en 2004).

## Geografía
Integrado en la comarca de Valdeorras, se sitúa a 99 km de la capital provincial. El término municipal está atravesado por la carretera nacional N-120 entre los pK 458 y 464. 
El relieve del municipio está caracterizado por los fuertes contrastes entre el valle del río Sil y las montañas que lo circundan. La altitud oscila entre los 1612 m (pico Turrieiro), al noreste, en la Serra da Lastra, y los 300 m en la orilla del río Sil. El valle del río se trata de una fosa tectónica recorrida por el Sil y por sus afluentes, como el río Leira, y limitada al norte por la Serra dos Cabalos y la Serra da Lastra, y al sur por la Serra do Eixe. Estos parapetos rocosos y el embalse de Santiago en el Sil, influyen en los rasgos climáticos, favoreciendo la formación de microclimas húmedos con rasgos continentales y una fuerte impronta mediterránea apreciable en la temperatura, en las precipitaciones totales y en la cubierta vegetal que combina especies frondosas como el castaño como el castaño o el alcornoque con bosques repoblados de pino negral. El pueblo se alza a 314 m sobre el nivel del mar.
| Noroeste: Quiroga (Lugo)      | Norte: Oencia (León) | Noreste: El Barco de Valdeorras |
| Oeste: A Rúa de Valdeorras    |                      | Este: El Barco de Valdeorras    |
| Suroeste: A Rúa de Valdeorras | Sur: Petín           | Sureste: El Barco de Valdeorras |

## Historia
Las noticias que de Villamartín se tienen a lo largo del tiempo, aunque con constancia del paso de los suevos, los visigodos y pequeña incidencia de lo románico, no se hacen presentes hasta que los Trinitarios Descalzos hacen construir en la parroquia de Correxais —zona privilegiada por su belleza paisajista— un monasterio que tendrá gran trascendencia como centro cultural en el que se impartan enseñanzas tales como filosofía, moral y gramática.
Más tarde la nobleza asentada en la zona deja como herencia arquitectónica la belleza de sus pazos: en A Portela, los de Camba y Valcarce, o de Arcos, o de la sierra de Quiroga en San Miguel y de lo de Arnado construido en forma de Castelo por el conde Torre Penela en el siglo XIX; monumentos que fueron hechos para el pueblo de Villamartín.
La que fuera capital de Valdeorras comparte su devenir histórico con el resto la Comarca, incrementando su legado patrimonial con diversas aportaciones. Diferentes culturas han dejado testimonios de su asentamiento en el municipio (petroglifos de la Edad del Bronce (Valdegodos), castros). La llegada de los romanos trajo consigo la explotación minera y de los auríferos del Sil, unidos por una importante vía, la Vía XVIII o Vía Nova de Braga a Astorga. Pero de mayor trascendencia fue la fundación del convento de los Padres Trinitarios Descalzos en Correxais. Constan en documentos de 922, las posesiones que el monasterio de Samos tuvo en Cernego, Leira y Arcos.
De la numerosas nobleza asentada en el municipio, quedan magníficos pazos. El decreto de 1811 que abolió los señoríos jurisdiccionales, introdujo en la comarca nuevos aires liberales. Para Villamartín las Cortes de Cádiz tienen relevancia histórica, al participar como diputado el abad Ruiz de Padrón, quien también participó activamente en la abolición de la Santa inquisición en España.
Hasta la reforma de la nomenclatura municipal de 1916 el municipio se llamaba simplemente Villamartín. En dicha fecha su nombre fue modificado por el de Villamartín de Valdeorras.

## Demografía
Cuenta con una población de 1822 habitantes (INE 2024).
| Gráfica de evolución demográfica de Villamartín de Valdeorras entre 1842 y 2021 |
| |
| Población de derecho según los censos de población del INE Población de hecho según los censos de población del INEEn estos censos se denominaba Villamartín: 1842, 1857, 1860, 1877, 1887, 1897, 1900 y 1910 En estos censos se denominaba Villamartín de Valdeorras: 1920, 1930, 1940, 1950, 1960, 1970 y 1981 |

| Evolución de la población de Villamartín de Valdeorras - desde 1900 hasta 2022 -                                                     |       |       |       |       |         |         |         |         |          |          |          |          |
| 1900 | 1930  | 1950  | 1981  | 2004  | 2007    | 2010    | 2011    | 2012    | 2013     | 2020     | 2021     | 2022     |
| 3.866 | 4.190 | 4.059 | 3.126 | 2.472 | {{{6}}} | {{{7}}} | {{{8}}} | {{{9}}} | {{{10}}} | {{{11}}} | {{{12}}} | {{{13}}} |
| Fuentes: INE e IGE (Los criterios de registro censal variaron entre 1900 y 2011, y los datos del INE y del IGE pueden no coincidir.) |       |       |       |       |         |         |         |         |          |          |          |          |

## Organización territorial
El municipio está formado por veintitrés entidades de población distribuidas en once parroquias:
- Arcos (San Lorenzo)[8][11]
- Arnado (San Clemente)
- Cernego (San Víctor)
- Córgomo (Santa Coloma)[8][12]
- Correjanes[9] (San Pedro)[13]
- El Mazo[9] (San Antonio)[14]
- La Portela[9] (San Julián)[15]
- Leira[9]
- San Miguel de Otero[9] (San Antonio)[16]
- Valencia [9] (San Bernabé)[8][17][18]
- Villamartín[9] (San Jorge)[8][19]

## Economía
La economía está basada principalmente en la explotación de canteras de pizarra, pero en Villamartín también se producen vino, castañas, planta de vid y miel. Hay también alguna explotación de ganado vacuno ovino, caprino y abejas.

## Transportes
Ferrocarril
Cuenta con una estación ferroviaria en la que efectúan parada trenes con destino a Ponferrada, León, Madrid-Chamartín, Monforte de Lemos, Orense y Vigo-Guixar.

## Cultura

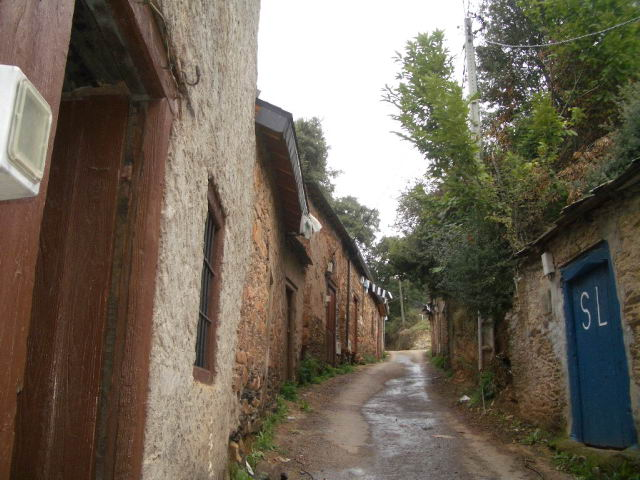
Covas Vilamartín de Valdeorras.

En Villamartín el municipio valdeorrés con mayor número de pazos y casas blasonadas, edificadas en el material constructivo de la zona: pizarra y conglomerado -piedra roja- que destaca muy vistosa sobre la mampostería. Los pazos de Arcos, de La Portela, de Outeiro, ostentan varios escudos de armas y airosas galerías en sus fachadas, constituyendo interesantes ejemplos de arquitectura civil. El pazo de Arnado o Castillo de Torre Penela (siglo XIX), está situado en los terrenos de un antiguo priorato de la Orden de Santiago. Como vigías, se elevan sus dos torres almenadas con calado central en forma de cruz. Nunca llegó a terminarse. Además de recoletas y curiosas iglesias se dispersan por las parroquias. La de San Julián de La Portela, santo al que cariñosamente se conoce como "o santo da androlla", es una original construcción románica con torre troncopiramidal y pinturas en su interior; la de Córgomo es representativo del ámbito rural y conserva un calvario, bajo un arcosolio, de 1570.